# Iluminate (álbum de Virgin Pancakes)
Iluminate, es el primer disco de la banda Virgin Pancakes que integra la exmiembro del grupo Bandana Virginia Da Cunha (voz líder).
El disco se lanzó primero en su versión Pen Drive el día 21 de septiembre de 2008 para solo ser adquirido a través de internet, su versión física se lanzó en febrero de 2009 

## Canciones
| N.º | Título                    | Duración |  |
| 1.  | «Verano del '08»          | 4:08     |  |
| 2.  | «Nómade»                  | 2:48     |  |
| 3.  | «El Comienzo»             | 3:29     |  |
| 4.  | «Canción de avión»        | 2:31     |  |
| 5.  | «Lo Mejor Está Por Pasar» | 3:58     |  |
| 6.  | «Copy Paste»              | 3:31     |  |
| 7.  | «¿Qué Te Pasa?»           | 4:17     |  |
| 8.  | «Hielo»                   | 4:06     |  |
| 9.  | «Iluminate»               |          |  |
| 10. | «Sin Televisión»          | 3:57     |  |
| 11. | «Feel Like Flying»        | 12:31    |  |

| Bonus tracks / EdiciónUSB |                 |          |  |
| N.º                       | Título          | Duración |  |
| 12.                       | «Sincronicidad» | 3:43     |  |
| 13.                       | «El Uno»        | 3:48     |  |

## Sencillos
- 2007 Sincronicidad ARG
- 2008 Verano 08 ARG, diciembre de 2008
- 2009 Canción de Avión ARG

## Videos
- Sincronicidad fue el primer video del disco Iluminate donde se muestra a los integrantes de la banda practicando Wakeboard y Skate.
- Verano 08, fue el segundo videoclip del disco, filmado en Suiza y Argentina.
- Canción de avión, es el tercer video del disco. Realizado por Mariano Monti & Virgin Pancakes.

## Ediciones
Hay 2 ediciones para Iluminate:
- Edición Pen Drive: Version Plug & Play de 1GB, contiene wallpapers, videos y las letras del álbum. Es un Pen Drive con forma de avión por su sencillo Canción de avión
- Edición Física: se lanzó en febrero de 2009

- Datos: Q5914102